# Phong trào Dân chủ Đông Dương (1936–1939)

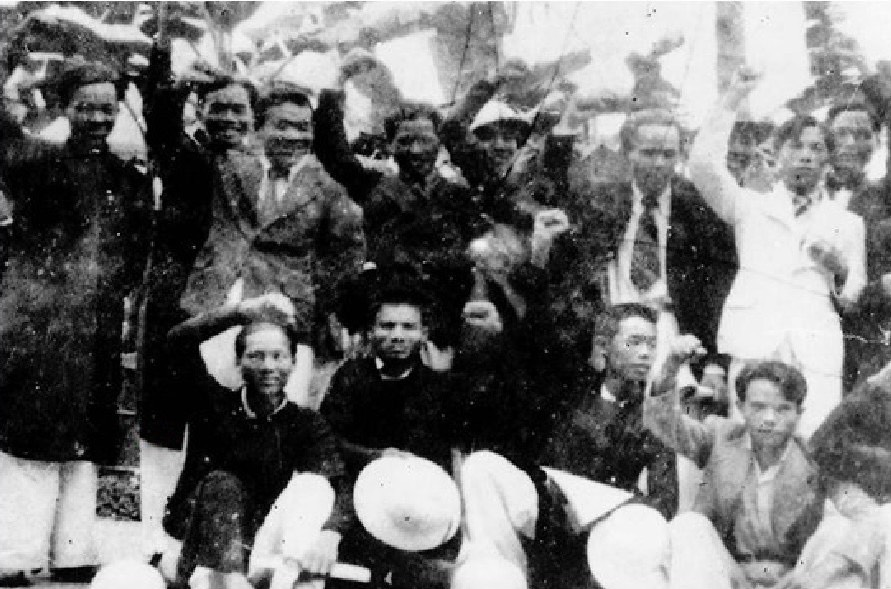
Phong trào vận động dân chủ 1936 – 1939 tại Huế

Phong trào Dân chủ ở Đông Dương là phong trào đấu tranh giải phóng dân tộc do Đảng Cộng sản Đông Dương phát động. Phong trào có sự liên kết rộng rãi với quần chúng qua tổ chức Mặt trận Dân chủ Đông Dương. Kèm theo đó là sự ủng hộ của các đảng phái, nhân sĩ, trí thức.

## Tình hình quốc tế
Thập niên 1930, thế giới tư bản có sự xuất hiện của chủ nghĩa phát xít mà trục chính của nó là trục Berlin – Roma – Tokyo, nguy cơ một cuộc chiến tranh thế giới đang tới gần. Trước tình hình đó, Quốc tế Cộng sản triệu tập Đại hội lần thứ VII tại Moskva, Liên Xô với sự có mặt của 65 đoàn đại biểu. Đoàn đại biểu Đảng Cộng sản Đông Dương do Lê Hồng Phong dẫn đầu, lần đầu tham dự Đại hội.
Đại hội đó quyết định những vấn đề quan trọng sau đây:
- Xác định kẻ thù trước mắt của nhân dân thế giới là chủ nghĩa phát xít.
- Nhiệm vụ trước mắt của giai cấp công nhân là đấu tranh chống chủ nghĩa phát xít, bảo vệ hòa bình, giành tự do, dân chủ.
- Xây dựng mặt trận thống nhất, đoàn kết rộng rãi.

Các Đảng Cộng sản Pháp, Đảng Cộng sản Tây Ban Nha, Đảng Cộng sản Trung Quốc làm nòng cốt trong việc xây dựng mặt trận dân tộc thống nhất, nhằm đoàn kết mọi lực lượng chống chiến tranh, bảo vệ hòa bình, đòi dân chủ, tự do.
Trước sức ép của Đảng Cộng sản Pháp và phong trào cánh tả Pháp, nhà cầm quyền Pháp đã phải thi hành một số thay đổi về chính sách. Với các nước thuộc địa, chính quyền Pháp đã có 3 quyết định rất quan trọng: Trả lại tự do cho tù chính trị, thành lập ủy ban điều tra tình hình các thuộc địa, và thi hành một số cải cách xã hội.

## Hội nghịĐảng Cộng sản Đông Dương
Cuối thập niên 1930, tình hình chính trị - xã hội - kinh tế ở Đông Dương rất rối loạn, đời sống nhân dân rất khó khăn. Công nhân bị thất nghiệp, đồng lương ít ỏi. Nông dân không đủ ruộng cày, chịu mức địa tô cao và bóc lột của địa chủ. Tư sản dân tộc ít vốn, chịu thuế cao, bị tư bản Pháp chèn ép. Tiểu tư sản trí thức bị thất nghiệp, lương thấp. Các tầng lớp lao động chịu thuế khóa nặng nề, sinh hoạt đắt đỏ, đời sống cùng cực.
Tháng 7 năm 1936, Hội nghị Ban Chấp hành Trung ương Đảng Cộng sản Đông Dương do Lê Hồng Phong chủ trì ở Thượng Hải (Trung Quốc) dựa trên Nghị quyết Đại hội 7 của Quốc tế Cộng sản, đề ra đường lối và phương pháp đấu tranh:
- Nhiệm vụ chiến lược là chống kẻ thù chung là đế quốc và phong kiến.
- Nhiệm vụ trực tiếp, trước mắt là đấu tranh chống chế độ phản động thuộc địa, chống chủ nghĩa phát xít, chống nguy cơ chiến tranh, đòi tự do, dân sinh, dân chủ, cơm áo, hòa bình.
- Phương pháp đấu tranh: Kết hợp các hình thức công khai và bí mật, hợp pháp và bất hợp pháp.
- Chủ trương: Thành lập Mặt trận thống nhất nhân dân phản đế Đông Dương. Tháng 3/1938, đổi thành Mặt trận Thống nhất Dân chủ Đông Dương, gọi tắt là Mặt trận Dân chủ Đông Dương.

Từ đó, Đảng Cộng sản Đông Dương đề ra những phong trào đấu tranh đòi các quyền tự do, dân sinh, dân chủ.
Trước tình hình thế giới và Việt Nam có nhiều biến đổi, tháng 7/1936, Hội nghị Ban Chấp hành Trung ương Đảng Cộng sản Đông Dương do Lê Hồng Phong chủ trì, đã họp tại Thượng Hải để định ra đường lối và phương pháp đấu tranh mới, đưa phong trào cách mạng Việt Nam tiếp tục phát triển. Hội nghị đã xác định mục tiêu chủ yếu trước mắt của cách mạng Việt Nam là đấu tranh chống chế độ thuộc địa, chống phát xít và chiến tranh, đòi tự do, dân chủ, cơm áo và hòa bình. Để tập hợp rộng rãi quần chúng nhân dân nhằm thực hiện được mục tiêu đó, Đảng chủ trương thành lập Mặt trận thống nhất nhân dân phản đế Đông Dương (từ tháng 3-1938 được đổi thành Mặt trận Dân chủ Đông Dương).

## Diễn biến

### Đông Dương Đại hội
Mở đầu là phong trào Đại hội Đông Dương. Biết được Quốc hội Pháp sẽ cử các phái đoàn sang điều tra tình hình Đông Dương, Đảng Cộng sản Đông Dương chủ trương phát động một phong trào rộng lớn trong người dân đấu tranh công khai, hợp pháp nêu lên nguyện vọng về tự do, dân chủ và cải thiện đời sống.
Phong trào Đông Dương Đại hội, từ một sáng kiến ở Sài Gòn đã được nhân rộng khắp toàn quốc. Tại Nam Kỳ đến cuối tháng 9-1936 đã thành lập hơn 600 uỷ ban hành động của công nhân, nông dân, viên chức. Nhiều ủy ban hành động có trụ sở, tổ chức sinh hoạt chính trị công khai, vạch trần hiện trạng bất công, cực khổ dưới chế độ thuộc địa tàn bạo, thảo luận các biện pháp đấu tranh thích hợp nhằm đạt được các yêu sách về tự do, dân chủ, cơm áo và hoà bình.
Tinh thần đấu tranh của các tầng lớp nhân dân đã buộc nhà chính quyền Đông Dương ra Nghị định ngày 11-10-1936, quy định một số quyền lợi của công nhân như thời gian làm việc không được quá 8 giờ/ngày kể từ ngày 1-1-1938; công nhân được nghỉ chủ nhật và nghỉ phép năm có lương; cấm bắt phụ nữ và lực cai làm việc ban đêm...
Nhân dân lao động dựa vào những cơ sở pháp lý đó đấu tranh với giới chủ tư bản và chính quyền thuộc địa nhằm từng bước cải thiện điều kiện lao động và sinh hoạt của mình. Những tháng cuối năm 1936 đã có 361 cuộc bãi công, trong đó có một số cuộc bãi công có quy mô lớn và có tiếng vang trên cả nước như cuộc bãi công của hàng ngàn công nhân mỏ thiếc Tĩnh Túc (Cao Bằng), đặc biệt là cuộc bãi công của hơn 30.000 công nhân mỏ than Hồng Gai - Cẩm Phả tháng 11-1936.
Kết quả của sự phối hợp đấu tranh giữa dân Pháp và dân Việt là đã buộc chính quyền thuộc địa phải trả lại tự do cho 1.532 tù chính trị, phần lớn là các chiến sĩ cộng sản. Ngay sau khi ra khỏi nhà tù thực dân, họ đã lao ngay vào cuộc chiến đấu mới, tổ chức quần chúng, xây dựng lại cơ sở, đưa phong trào cách mạng đi lên.
Đầu năm 1937, từ Bắc chí Nam người dân lao động mít tinh biểu dương lực lượng nhân dịp Justin Godart, phái viên của chính phủ Pháp sang điều tra tình hình Đông Dương. Ngày 1-1-1937, ở Nam Kỳ, hơn 20.000 người đủ các giới, nhất là giới lao động Sài Gòn - Chợ Lớn và nông dân phụ cận đón Godart bằng những khẩu hiệu đòi tự do dân chủ, công bằng, thi hành luật lao động, thi hành chế độ ngày làm 8 giờ, đòi quyền phụ nữ, quyền nông dân, công nhân, hủy thuế thân, giảm sưu cao thuế nặng, ân xá chính trị phạm, v.v.
Phong trào của Mặt trận Dân chủ Đông Dương đạt tới đỉnh điểm với lễ kỷ niệm ngày Quốc tế Lao động 1-5-1938. Lần đầu tiên ở Đông Dương, ngày Quốc tế Lao động được tổ chức kỷ niệm công khai, rầm rộ.
Để phong trào tiến lên mạnh mẽ hơn nữa, nhiều quyết định về tổ chức đã được thực hiện: lập Đoàn thanh niên phản Đế, Hội cứu tế bình dân, Công hội, Nông hội. Tại nông thôn, các hình thức tổ chức như Hội cấy, Hội lợp nhà, Hội chèo được phát triển rộng khắp, tập hợp được hàng triệu quần chúng.
Năm 1936, Đảng Cộng sản Đông Dương thảo ra bản "nguyện vọng" gửi tới phái đoàn chính phủ Pháp, đấu tranh đòi tự do, dân chủ. Các ủy ban hành động thành lập khắp nơi, phát truyền đơn, ra báo, mít tinh, thảo luận dân chủ, dân sinh. Tháng 9/1936 chính quyền Pháp giải tán Ủy ban hành động, cấm hội họp, tịch thu các báo.
Năm 1937, lợi dụng sự kiện Toàn quyền mới sang Đông Dương, Đảng Cộng sản Đông Dương tổ chức quần chúng mít tinh, biểu dương lực lượng và đưa yêu sách về dân sinh, dân chủ.
Những năm sau đó nhiều cuộc mít tinh, xuống đường, biểu tình đòi quyền sống tiếp tục diễn ra, nhân ngày Quốc tế Lao động 01/05/1938, lần đầu tiên nhiều cuộc mít tinh tổ chức công khai ở Hà Nội, Sài Gòn, có đông đảo quần chúng tham gia.
Đảng đưa người của Mặt trận Dân chủ Đông Dương ra ứng cử vào Viện dân biểu Bắc kỳ, Trung kỳ, Hội đồng quản hạt Nam kỳ….
Mục tiêu: Mở rộng lực lượng Mặt trận dân chủ và vạch trần chính sách phản động của thực dân, tay sai, bênh vực quyền lợi của nhân dân.
đây là hình thức đấu tranh mới của Đảng có tầm nhìn mới

### Lĩnh vực xuất bản
Từ năm 1937, Đảng Cộng sản Đông Dương lưu hành hợp pháp, bán hợp pháp, và bất hợp pháp các tờ báo Tin tức, Đời nay, Phổ thông, Dân chúng, Lao động, Tranh đấu... bằng tiếng Việt và tiếng Pháp. Những tờ báo đó đã trở thành mũi xung kích trong cuộc vận động dân chủ, dân sinh.
Nhiều sách chính trị – lý luận xuất bản công khai hoặc bí mật, ngay tại thuộc địa hoặc đưa từ Pháp về. Nhiều tác phẩm văn học hiện thực phê phán ra đời như: Bước đường cùng, Tắt đèn, Số đỏ, thơ cách mạng, kịch Đời cô Lựu...
Cuối năm 1937, Đảng Cộng sản Đông Dương phát động phong trào truyền bá chữ Quốc ngữ giúp quần chúng đọc được sách báo, nâng cao sự hiểu biết về chính trị và cách mạng.
Cao trào dân chủ đã buộc Pháp phải nhượng bộ một số yêu sách về dân sinh, dân chủ. Quần chúng được giác ngộ về chính trị, trở thành lực lượng chính trị mạnh mẽ của cách mạng Việt Nam. Cán bộ cộng sản được tập hợp và trưởng thành. Phong trào đó cũng là một cuộc tổng diễn tập, chuẩn bị cho Cách mạng tháng Tám sau này.